# ویلیام ویندوم
ویلیام ویندوم (به انگلیسی: William Windom) سناتور سابق عضو حزب جمهوری‌خواه ایالات متحده آمریکا بود. وی در سال ۱۸۷۰ تا ۱۸۷۱ و ۱۸۷۱ تا ۱۸۸۱ و ۱۸۸۱ تا ۱۸۸۳ میلادی سناتور ایالت مینه‌سوتا در سنای ایالات متحده آمریکا بود.